# Phtalocyanine de cuivre
La phtalocyanine de cuivre, notée CuPc, est un complexe de phtalocyanine et de cuivre de formule chimique Cu(C8H4N2)4. Il s'agit d'un solide bleu qui se présente sous la forme de poudre ou d'aiguilles à l'éclat métallique. C'est le pigment bleu le plus connu, dit bleu phtalo, apprécié pour son aspect brillant, son pouvoir colorant et son pouvoir couvrant. Elle est largement utilisée pour les peintures, la teinture des plastiques et les encres d'imprimerie. Les pigments de phtalocyanine de cuivre ont une bonne résistance à haute température et une très bonne solidité à la lumière, aux intempéries et aux altérations chimiques par les acides et les bases. Ils sont très peu solubles dans les solvants usuels, dont l'eau.

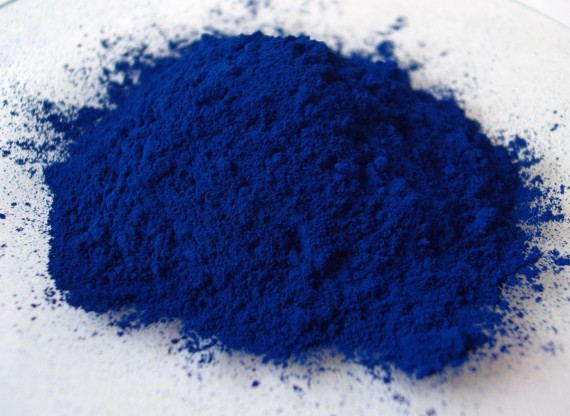
Poudre de bleu phtalo.

## Synthèse
Il existe deux procédés de fabrication d'importance commerciale pour la production de phtalocyanine de cuivre :
- le procédé au phtalonitrile[4], principalement utilisé en Allemagne ;
- le procédé à l'anhydride phtalique-urée[5], développé au Royaume-Uni et aux États-Unis.

Les deux approches peuvent être réalisées avec ou sans solvant, ce qu'on appelle respectivement les procédés au solvant et les procédés aux micro-ondes (ou au four),. Les premiers permettent d'atteindre les rendements les plus élevés (> 95 %, contre 80 à 90 % pour les procédés aux micro-ondes), de sorte qu'ils ont fait l'objet des premiers développements ; les procédés aux micro-ondes ont bénéficié d'un regain d'intérêt tardif principalement pour des raisons économiques et écologiques car ils sont plus rapides et n'utilisent pas de solvants.

Principe du procédé au phtalonitrile.

### Procédé au phtalonitrile
Cette méthode consiste à chauffer le phtalonitrile avec un sel de cuivre, généralement du chlorure de cuivre(I) entre 200 et 240 °C. La réaction complète peut s'écrire comme suit :
4 C6H4(CN)2 + Cu2+ + 2 e− ⟶ CuPc.

### Procédé à l'anhydride phtalique-urée
La réaction globale entre l'anhydride phtalique et l'urée en présence d'un sel de cuivre peut s'écrire comme suit :
4 C6H4(CO)2O + 4 (NH2)2CO + Cu2+ + 2 e− ⟶ CuPc + 8 H2O + 4 CO2 + 4 NH3.

## Applications

### Comme catalyseur
Les phtalocyanines de métaux ont longtemps été étudiées comme catalyseurs pour les réactions d'oxydoréduction. Les sujets étudiés sont la réaction de réduction de l'oxygène (en) et l'adoucissement des flux gazeux par élimination du sulfure d'hydrogène H2S.

### Comme colorant
En raison de sa stabilité, le bleu de phtalocyanine est utilisé dans les encres, les revêtements et de nombreux plastiques. Le pigment est insoluble et n'a pas tendance à migrer dans le matériau. C'est un pigment standard utilisé dans les encres d'imprimerie et pour les emballages. C'est le pigment ayant la plus importante production en volume. Tous les principaux fabricants de pigments artistiques produisent des variantes de phtalocyanine de cuivre, désignées par l'indice de couleur PB15 (bleu) et les indices de couleur PG7 et PG36 (vert).

### À l'étude
La phtalocyanine de cuivre a souvent été étudiée pour des applications en électronique moléculaire. Elle est potentiellement adaptée aux cellules photovoltaïques organiques en raison de sa grande stabilité chimique et de sa croissance uniforme,. CuPc joue généralement le rôle de donneur d'électrons dans les cellules photovoltaïques à matériaux donneurs et accepteurs. L'une des réalisations à hétérojonction les plus courantes est le CuPc/C60 qui est rapidement devenu un système modèle pour l'étude des petites molécules organiques,. L'efficacité de conversion de photon en électron dans un tel système atteint environ 5 %.
Le CuPc a également été étudié comme constituant de transistors à effet de champ organiques (en) (OFET). La phtalocyanine de cuivre a été proposée pour le stockage d'information en calcul quantique, en raison de la durée pendant laquelle ses électrons peuvent rester en superposition. CuPc peut être facilement transformé en un couche mince pour la fabrication de composants, ce qui en fait un matériau candidat pour réaliser des qubits,.